# Seoane (Friol)
Seoane (llamada oficialmente San Xoán de Seoane da Pregación) es una parroquia y un lugar español del municipio de Friol, en la provincia de Lugo, Galicia.

## Toponimia
El topónimo deriva del latín Sanctu(m) Iohanne(m), San Juan.
La parroquia también es conocida por los nombres de San Juan de Agregación, San Xoán de Seoane y San Xoán de Seoane da Apregación.

## Organización territorial
La parroquia está formada por cinco entidades de población:

### Entidades de población
Entidades de población que forman parte de la parroquia:
- Escarabela (A Escaravella)
- Mundin
- Seoane

### Despoblados
Despoblados que forman parte de la parroquia:
- Pedroso (O Pedroso)
- Tralacorda

## Demografía

### Parroquia
| Gráfica de evolución demográfica de Seoane (parroquia) entre 2000 y 2019 |
|                                                                          |
| Datos según el nomenclátor publicado por el INE.                         |

### Lugar
| Gráfica de evolución demográfica de Seoane (lugar) entre 2000 y 2019 |
|                                                                      |
| Datos según el nomenclátor publicado por el INE.                     |